# L'assassin habite au 21 (película)
L'assassin habite au 21, (El asesino vive en el 21 en español) es una película francesa dirigida por Henri-Georges Clouzot, estrenada el 7 de agosto de 1942 realizada según una novela policial de Stanislas-André Steeman del mismo nombre publicada en 1939. La película fue hecha en época de guerra de modo que se conoció en Estados Unidos recién cinco años después. Sus principales intérpretes fueron Pierre Fresnay, Suzy Delair, Jean Tissier, Lallah Poor, Pierre Larquey, Noël Roquevert y Odette Talazac. Sobre la misma novela el director argentino Carlos Hugo Christensen realizó en 1948 la película La muerte camina en la lluvia.

## Sinopsis
Un misterioso asesino aterroriza París con sus crímenes en serie en los que deja una tarjeta con el nombre "Monsieur Durand". El inspector Vorobechik (apodado 'Wens') es asignado al caso y carece de pistas hasta que obtiene la información de que Durand es uno de los excéntricos huéspedes de la pequeña pensión familiar "Mimosa" ubicada en el n* 21 de la Avenida Junot, por lo cual toma una habitación en ella caracterizado como pastor protestante a la espera de que el asesino cometa un error. Su amante y aspirante a actriz Mila Malou decide obtener publicidad ayudándolo y lo sigue al lugar presentándose como su esposa aunque su aspecto difícilmente aparente el de la mujer de un pastor. Todos los huéspedes van siendo sucesivamente arrestados y dejados luego en libertad al ocurrir nuevos crímenes firmados mientras estaban detenidos. Finalmente en una recepción en la pensión Wens encuentra la solución cuando se da cuenta de que las pistas aparentemente contradictorias eran subproducto de una conjura de tres huéspedes, pero Colin con amenazas conduce a Wens hasta un terreno baldío donde se encuentran sus dos cómplices para eliminarlo. Wens gana tiempo permitiéndoles explicar sus acciones y ello permite que los policías guiados por Mila lleguen a tiempo para salvarlo y detener a los tres asesinos.

## Comentario
Desde su primera película Clouzot muestra su visión negra y pesimista del mundo. La tensión dramática va creciendo hasta el último segundo. La puesta en escena es nerviosa,  Clouzot ofrece una galería de personajes bien delineados, ayudado para ello en actores talentosos. El director delinea los habitantes de la pensión "Mimosa" sin concesión alguna y los diálogos son cáusticos y golpeantes. 
En 1942, Henri-Georges Clouzot, que trabajaba en Continental Films, dirigida por el alemán Alfred Creven, había escrito una adaptación de la novela policial de Steeman Le dernier des six (El último de los seis en español) que dirigiría Georges Lacombe y en la cual había creado para  Suzy Delair, el personaje de Mila Malou, la novia avispada, alborotadora y, a veces, torpe, de un comisario Wens, interpretado por Pierre Fresnay con la flema de un policía "a la americana". El éxito de esa película impulsó la producción de esta nueva investigación de Wens, bastante alejado de la novela original situada en Londres con un policía inglés, en la cual  Mila Malou toma mucho más importancia, semejando, con  Fresnay, a ciertas parejas fantasiosas de las comedias norteamericanas anteriores a la guerra. Sin embargo, esta vez  Clouzot tomó la dirección de L'assassin habite au 21 en la cual la intriga se basa en una sorprendente astucia del guion, lleva en germen el universo negro de Corbeau y de las demás obras posteriores de  Clouzot. Dentro del decorado de una pensión de familia, inquietante a fuerza de realismo pintoresco, evolucionan personajes ambiguos, extraños, cada uno de los cuales podría ser un asesino en potencia. ¿Dónde está el bien, dónde está el mal? Ya en esta, su primera película, Clouzot muestra su maestría en la pinturas de tipos humanos ambiguos, utilizando para ello a actores consagrados y la atmósfera cargada de pasiones y secretos yendo más lejos que el enigma policial. Su humor cáustico caustique, burlón a veces con los policías y las mujeres mayores. Como contrapartida de esa humanidad misteriora y un poco sórdida, Suzy Delair, en pleno ascenso, aporta una buena salud, una fantasía, una naturaleza trepidante que hacen de ella una vedette.
En Ciné Mondial, 1942 se expresó sobre esta película: "La dirección ha contribuido a su éxito. H.G. Clouzot realizó con esmero una puesta en escena densa, concisa, al servicio de una imaginación fecunda. Todas las escenas son significativas, el diálogo transmite su humor, es un excelente trabajo de buen artesano". P. Murat (1987) dijo: "El Mal se convierte en esta Trinidad terrible que sigue su ruta sin descanso desde la infancia  hasta la muerte. Este horror de los otros y de sí mismo parece atenuada por la puesta en escena que no da tregua, diálogos extraordinarios en su vigor e inteligencia y sublimes comediantes".
En la película de 2009 Inglourious Basterds, dirigida por Quentin Tarantino, en la escena en que Shosanna Dreyfus (Mélanie Laurent) y Marcel (Jacky Ido) hablan de destruir el cine incendiándolo, aparece un cartel de la película, ya que había sido programada recientemente.

## Elenco
- Pierre Fresnay: el comisario Wens (Wenceslas Vorobeïtchik) y el pastor Robert Lester.
- Suzy Delair: Mila Malou, la cantante, novia del comisario.
- Jean Tissier: Lallah Poor, el faquir.
- Pierre Larquey: Colin, el pequeño artesano.
- Noël Roquevert: El doctor Théodore Linz.
- Odette Talazac: Mme Point, encargada de la pensión.
- Marc Natol: Armand, mucama de la pensión.
- Louis Florencie: El comisario Monet, el superior de Wens.
- André Gabriello: Pussot, agente de policía que detiene a Turlot.
- Raymond Bussières: Jean-Baptiste Turlot, el cambalachero.
- Huguette Vivier: Vania, la enfermera de Kid Robert
- Maximilienne: Mlle Cuq, la novelista, huésped de la pensión.
- Jean Despeaux: Kid Robert, el anciano boxeador ciego.
- René Génin: Alfred, el relojero que ganó la lotería.
- Sylvette Saugé: La joven del bar que se interesa en Alfred.
- René Blancard: Picard, un inspector.
- Marcel Pérès: Ballandieu, un inspector.
- Léon Belières: Christophe, empresario musical.
- Lucien Blondeau: Edouard, el prefecto de policía.
- Antoine Balpêtré: Albert, el Ministro del interior.
- Léon Larive: El dueño del bar.
- Paul Barge: Ernest, el mozo del bar.
- Gustave Gallet: El director de la PJ
- Guy Sloux: Bob Destirac, el periodista asesinado.
- Maurice Marceau: Un cliente del bar.
- André Varennes: El jefe de gendarmería.
- Henri Vilbert:  El agente que se hace escupir los zapatos.
- Maurice Salabert: Un agente
- Albert Malbert: El chofer de taxi
- Martial Rèbe: El cajero del depósito.
- Géo Forster
- Daniel Gélin: Un inspector en el arresto final.
- Evelyne Séjourné: Juliette, la mucama.